# Šajkovka
Šajkovka è un villaggio della Russia. Vi si trova il 52º reggimento da bombardamento dell'aviazione militare russa.